# Latroya Pina
Latroya Lesa Pina (* 2. Juni 1996, Seekonk, Massachusetts) ist eine kapverdische Schwimmerin.

## Sport
Pina trat international erstmals 2018 bei den Schwimmweltmeisterschaften 2018 in Hangzhou und im selben Jahr auch bei den Afrikanischen Meisterschaften in Algier an.
2019 vertrat sie Kap Verde bei den Schwimmweltmeisterschaften 2019 in Gwangju. Sie nahm an den 50-Meter-Freistil- und 100-Meter-Freistilwettbewerben der Frauen teil. Beide Male schied sie in den Vorläufen aus.
LaTroya lebte (zusammen mit ihrem Bruder Troy und ihrer Schwester Jayla) in Massachusetts, wo sie vom kapverdischen Leichtathletikverband entdeckt und gebeten wurde, der ersten olympischen Schwimmmannschaft des Landes beizutreten. Die drei Geschwister besitzen die doppelte Staatsbürgerschaft der Vereinigten Staaten und der Kapverden.
LaTroya machte ihren Abschluss an der Seekonk High School in Massachusetts und besucht die Howard University in Washington, D.C., wo sie eine Reihe von College-Rekorden hält.
Außerdem trat sie bei den Afrikameisterschaften 2021 in Accra, den Kurzbahnmeisterschaften 2021 in Abu Dhabi, den Schwimmweltmeisterschaften 2023 in Fukuoka und 2024 bei den Kurzbahnmeisterschaften in Doha und den Afrikameisterschaften in Luanda an.

## Ehrungen
2018 wurde Pina in die Ehrenliste des Präsidenten der Eastern College Athletic Conference (ECAC) aufgenommen und zweimal (2018 und 2019) in das All-Academic Team des Commissioners der Mid-Eastern Athletic Conference (MEAC) gewählt. Pina studiert derzeit Biologie an der Howard University.